# دهستان میان‌خواف
میان خواف، دهستانی است از توابع بخش مرکزی شهرستان خواف استان خراسان رضوی ایران.

## جمعیت
جمعیت این دهستان بر اساس سرشماری سال ۱۳۸۵ جمعیت آن (۲٬۳۱۷خانوار) ۱۱٬۱۳۵نفر
بوده است.